# 27 septembre 1989
Le mercredi 27 septembre 1989 est le 270e jour de l'année 1989.

## Naissances
- Anna Wörner, skieuse acrobatique allemande
- Ariel Francisco Rodríguez, footballeur costaricien
- Hasnaa Lachgar, boxeuse marocaine
- Idalys Ortíz, judokate cubaine
- James Vincent, joueur de football britannique
- Jeneba Tarmoh, athlète américaine
- Kim Hyun-sung, joueur de football sud-coréen
- Mandy François-Elie, athlète française
- Mikiho Niwa, actrice, chanteuse et idole japonaise
- Nicola Boem, coureur cycliste italien
- Park Tae-hwan, nageur sud-coréen
- Pihla Pelkiö, volleyeuse finlandaise
- Prineha Narang, scientifique américaine
- Satoe Mitsuhashi, volleyeuse japonaise
- Stef Dusseldorp, pilote automobile néerlandais

## Décès
- Giovanni Pellegrini (né le 25 juin 1940), footballeur français
- John Monteath Robertson (né le 24 juillet 1900), chimiste et universitaire écossais
- José Galván Rodríguez (né le 24 avril 1905), relieur espagnol
- Marius Haon (né le 19 février 1911), joueur de rugby à XV et de rugby à XIII
- Tetsuzō Tanikawa (né le 26 mai 1895), philosophe japonais

## Événements
- Découverte de (4867) Politès
- Affaire de Voronej
- Création de Canal+ International
- Début de championnats du monde de gymnastique rythmique 1989
- Fondation du studio de jeux vidéo japonais Flight-Plan
- Tunisie : nouveau premier ministre, Hamed Karoui, en remplacement de Hédi Baccouche.
- Mise en service du pont de la baie de Yokohama
- Cambodge : retrait des troupes Vietnamiennes.
- France : le journal Le Canard enchaîné publie la déclaration fiscale du PDG de Peugeot, Jacques Calvet ce qui en France est un délit. Le premier ministre Michel Rocard invite le journal à respecter les lois sociales. Cette publication qui dévoile le montant de ses revenus mensuels (171 000 FRF) et surtout sa progression en un an (+ 42 %), va déclencher la colère de centaines de salariés et donner à la crise sociale déclenchée chez Peugeot depuis le 5 septembre dans les ateliers de Mulhouse un caractère national.